# Luke Patience
Luke Patience, född den 4 augusti 1986 i Aberdeen i Storbritannien, är en brittisk seglare.
Han tog OS-silver i 470 i samband med de olympiska seglingstävlingarna 2012 i London.